# Chiesa di San Biagio (Trovo)
La chiesa di San Biagio è la parrocchiale di Trovo, in provincia e diocesi di Pavia; fa parte del vicariato IV.

## Storia
La prima citazione di una cappella a Trovo è da ricercare nella relazione della visita pastorale del 1569 del cardinale Ippolito De Rossi; tale chiesetta aveva l'altare illuminato da alcune finestre prive di vetrate ed era dotata di tre altari laterali, di un pavimento di terra battuta e die una torre campanaria che ospitava una sola campana.

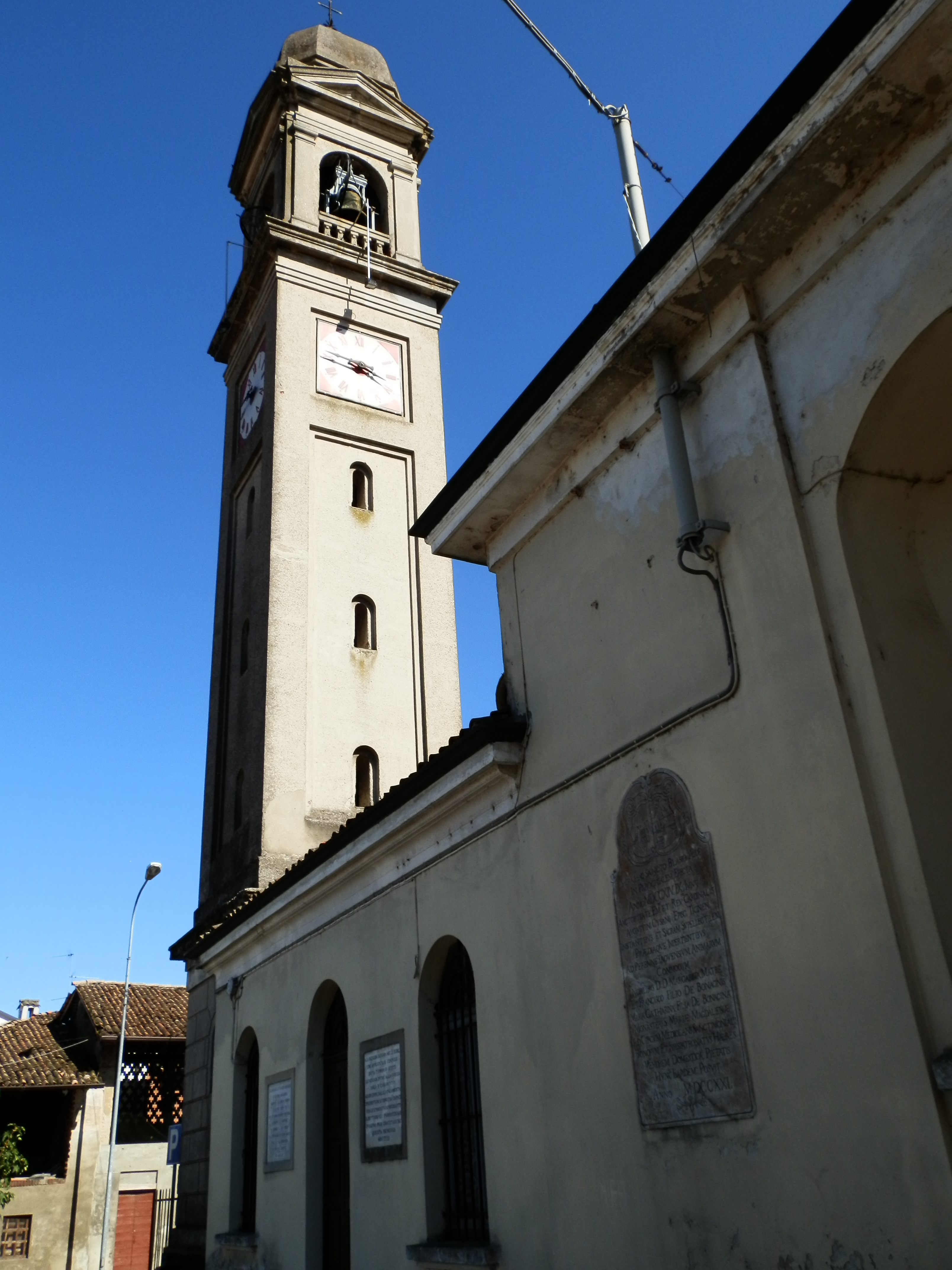
Il campanile

Nel 1714 la chiesa divenne sede di una parrocchia intitolata ai Santi Biagio, Filippo e Giacomo e nello stesso anno il cardinal Agostino Cubani annotò che essa era dipinta e che il campanile era dotato di due campane.
Nel 1769 risultava che la chiesa facesse parte del vicariato di Marcignago e che il clero a servizio della cura d'anime fosse costituito da due sacerdoti, mentre dal 1823 è attestato il solo parroco.
Tra il 1850 e il 1852 vennero edificati il presbiterio e il coro su terreno donato dalla nobildonna Barbara Melzi d'Eril; la chiesa fu consacrata dal vescovo di Pavia Agostino Gaetano Riboldi l'11 aprile 1888.
Dalla relazione della visita pastorale del 1898 del suddetto vescovo Riboldi s'apprende che nella chiesa avevano sede le confraternite del Santo Rosario, del Santissimo Sacramento, le Pie Unione delle Figlie di Maria e della Sacra Famiglia, la compagnia di San Luigi Gonzaga e la congregazione del Terz'Ordine di San Francesco d'Assisi.
Tra il 1929 e il 1930 venne demolito il vecchio campanile e ne fu eretto un altro in posizione diversa; inoltre, si modificò la facciata e anche l'interno subì un riassetto.
Tra il 1946 e il 1950 la facciata fu oggetto di ulteriori modifiche, il presbiterio venne risistemato e l'interno fu abbellito da affreschi.
Dal XIX secolo compresa nel vicariato di Trivolzio, nel 1989 la chiesa passò al vicariato V, per poi venir aggregato al vicariato IV.
Nel 1990 furono restaurate le decorazioni dell'interno e nel 2005 la chiesa venne ristrutturata.

## Descrizione

### Facciata

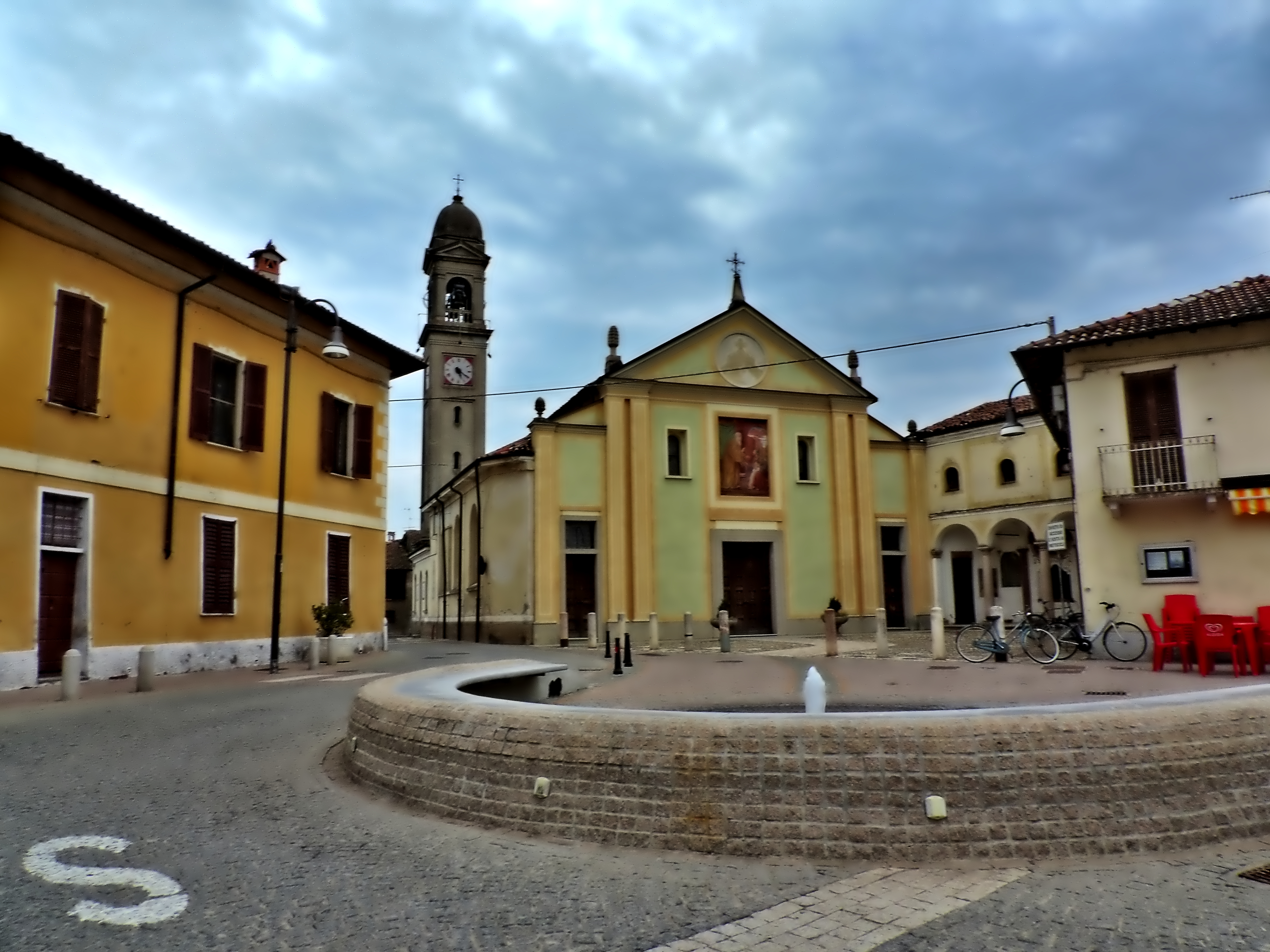
La chiesa e la piazza

La facciata della chiesa è divisa in tre porzioni scandite da lesene, una in corrispondenza della navata e due delle navate laterali; nella parte centrale si apre il portale maggiore e, sopra di esso, vi sono due finestrelle e un affresco ritraente San Biagio mentre guarisce un ragazzo a cui s'era conficcata una lisca in gola, mentre in quelle laterali sono presenti due altri portali.
Nel timpano si trova un tondo realizzato nel 2005 in cui è raffigurata la mano benedicente del Papa con sullo sfondo il Vaticano.

### Interno
L'interno è suddiviso in tre navate separate da balaustre, sulle quali s'affacciano tre cappelle per lato.

Nell'aula è presente il pavimento marmoreo in seminato in stile palladiano e in seminato alla veneziana, mentre nel presbiterio è in marmo rosso.